# Аяпанский соке
Аяпанский соке (Ayapanec, Ayapaneco, Nuumte Oote, Tabasco Zoque, Zoque de Ayapanec, Zoque de Tabasco) — почти исчезнувший язык соке, на котором говорят в деревне Аяпа муниципалитета Халапа-де-Мендес штата Табаско в Мексике. Самоназвание языка — Nuumte Oote, что означает «правдивый (истинный) голос». В 2011 году свободно на аяпанском соке говорили только два человека — Мануэль Сеговия (род. около 1936) и Исидро Веласкес (род. около 1942). Они живут в 500 метрах друг от друга в деревне Аяпа в Табаско. Мануэль Сеговия и Исидро Веласкес долгое время не общались из-за вражды.